# Strichen
Strichen ist ein Dorf in Aberdeenshire, Schottland. Es liegt an der A981 zwischen New Deer (12 km im Südwesten) und Fraserburgh (13 km im Nord-Nordosten) und der B9093, die es mit New Pitsligo (sechs Kilometer westlich) verbindet. Das Dorf hat seinen Namen von Lord Strichen. Es liegt am North Ugie Water an den Ausläufern des Mormond Hill. Das 1794 aus Quarz des Mormond Hill erbaute Hotel und Restaurant Strichen White Horse befindet sich etwa 1500 m nordöstlich der Stadtgrenze.

## Geschichte

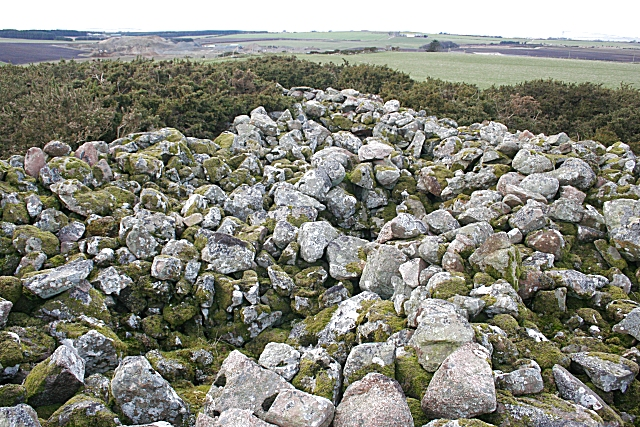
Cairn Catto

Strichen war bereits sehr früh besiedelt. In der Jungsteinzeit wurde der Steinkreis von Strichen errichtet. Weiter südlich liegen der Catto Long und eine Reihe anderer Cairns.
Es gibt mehrere denkmalgeschützte Gebäude im Dorf. Das wichtigste ist das in Kategorie A aufgeführte zinnenbewehrte Rathaus von 1816.

## Bekannte Einwohner
- Der ehemalige Erste Minister Alex Salmond lebte im Dorf mit seiner Frau Moira in einer umgebauten Mühle.[4][5]
- Die Schriftstellerin und Drehbuchautorin Lorna Moon wurde 1886 in Strichen geboren. Ihre Kurzgeschichtensammlung Doorways in Drumorty basiert auf ihre Erinnerungen an Strichen. Ihr Roman von 1929 Dark Star spielt auch in Strichen und Aberdeenshire.[6]